# Jonathan-Raphaël Bischoffsheim

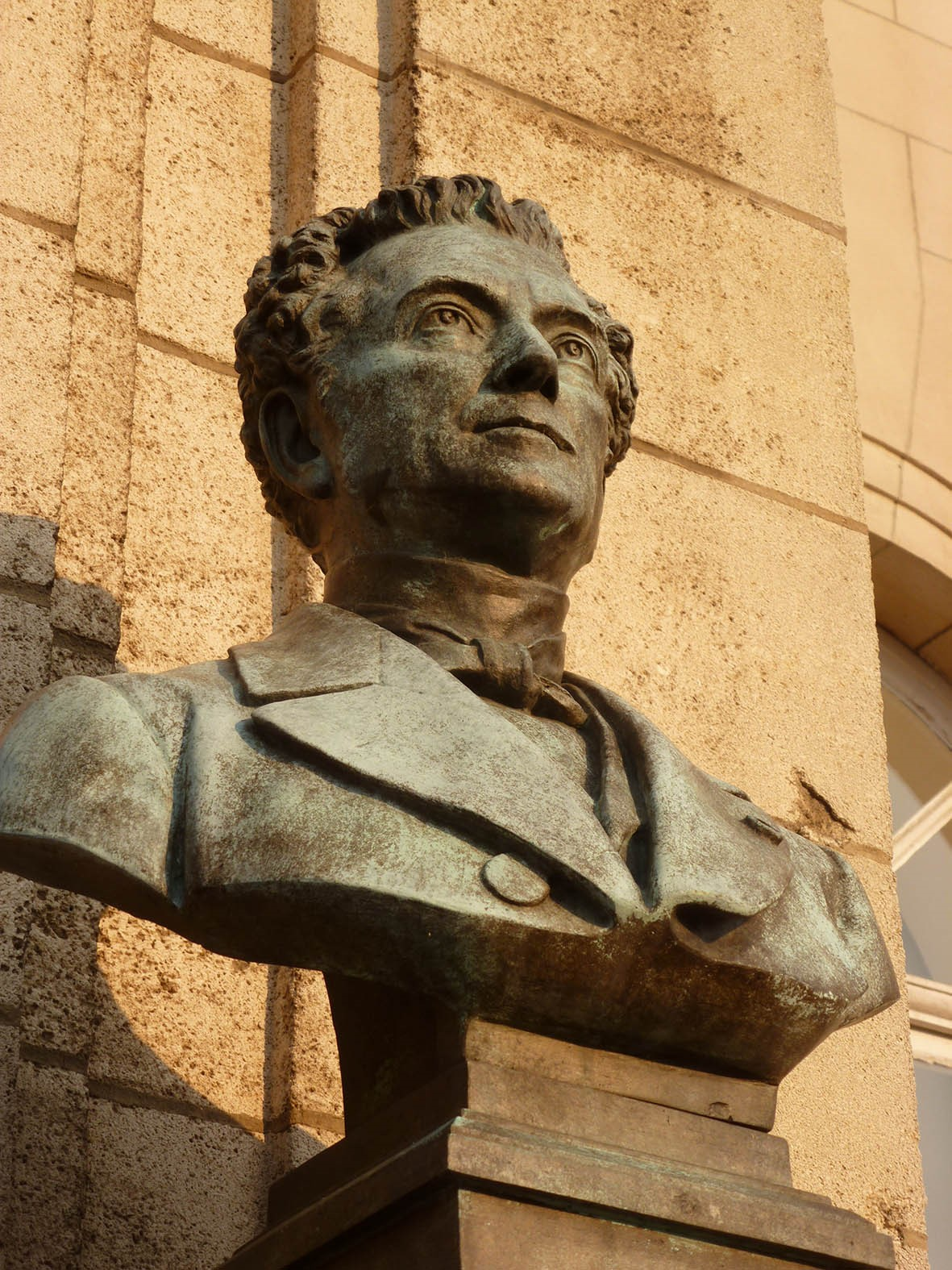

Jonathan-Raphaël Bischoffsheim, auch Nathan Bischoffsheim genannt, (* 26. April 1808 in Mainz; † 5. Februar 1883 in Watermael-Boitsfort/Watermaal-Bosvoorde) war ein deutsch-belgischer Privatbankier, Unternehmer, Philanthrop und Mäzen.

## Leben
Bischoffsheim war der zweite Sohn des jüdischen Händlers Raphaël Nathan Bischoffsheim (1773–1814) aus Tauberbischofsheim und seiner Frau Helen Cassel (1773–1853). Raphaël Nathan Bischoffsheim war Hoffaktor des Kurfürsten von Mainz und wurde als Heereslieferant des Kurfürsten und dann der französischen Armee einer der wohlhabendsten Bürger der Stadt Mainz und Vorsitzender der jüdischen Gemeinde.
Im Alter von 13 Jahren begann Jonathan Bischoffsheim bei seinem Vater zu arbeiten und zu lernen. Zwei Jahre später wurde er nach Amsterdam zu seinem älteren Bruder Louis-Raphaël Bischoffsheim (1800–1873) geschickt. Louis Bischoffsheim gründete 1827 zusammen mit seinem künftigen Schwiegervater, Hayum Salomon Goldschmidt, in Antwerpen die Bank Bischoffsheim & Goldsmidt, in der Jonathan Bischoffsheim die Leitung übernahm. Er kümmerte sich auch um die Reorganisation der jüdischen Gemeinde in Antwerpen und vertrat sie ab 1833 im regionalen Consistoire.
Nach der Belgischen Revolution 1830 und der Unabhängigkeit Belgiens gründete Jonathan Bischoffsheim in Brüssel sein eigenes Finanzinstitut und heiratete 1832 in Mainz Henriette Goldschmidt aus Frankfurt am Main (1812–1892). Sie war das siebte von zehn Kindern des Frankfurter Bankiers Hayum Salomon Goldschmidt (1772–1843) und seiner Frau Caroline (Gelchen) Gans (1779–1847). Henriettes Bruder war Benedikt Hayum Goldschmidt (1798–1873), Gründer der Frankfurter Bank B.H. Goldschmidt und Vater von Maximilian von Goldschmidt-Rothschild. Das Ehepaar hatte vier Kinder. Claire (1832–1899) heiratete Maurice de Hirsch. Ferdinand (1837–1909) wurde auch Bankier und heiratete die US-amerikanische Protestantin Mary Paine (1850–1900). Regine (1834–1905) heiratete ihren Vetter Leopold Benedict Goldschmidt (1830–1904) und Hortense (1843–1901) heiratete Georges Montefiore-Levi. 1837–1848 war Jonathan Bischoffsheim Mitglied des Consistoire central israélite, Vorsitzender bis 1840 und nach 1848 Ehrenmitglied.
Dank der familiären Verbindungen wurde Bischoffsheim erfolgreicher Unternehmer in dem aufstrebenden Königreich Belgien. Ab 1836 gehörte er dem Vorstand der Banque de Belgique an, die mit der Société Générale konkurrierte. 1839 beteiligte er sich an der Gründung der Bank Cassel, die später die Finanzgruppe Sofina wurde. 1841 rettete er durch die Zeichnung von 10 Millionen Aktien die Banque de Belgique vor der Insolvenz. 1848 wurde er Gemeinderatsmitglied von Brüssel und blieb es bis zu seinem Tode. In den schwierigen Jahren nach 1848 gelang es ihm, die Union du Crédit de Bruxelles und die Union du Crédit de Liège zu gründen. 1859 erhielt er die volle Staatsbürgerschaft und wurde 1862 als Liberaler für den Bezirk Brüssel in den belgischen Senat gewählt. Er behielt den Sitz bis zu seinem Tode, worauf sein Sohn Ferdinand ihm nachfolgte.
Bischoffsheim wurde Finanzberater der Regierung und König Leopolds I. Nach Bischoffsheims Vorschlag wurde 1850 die Belgische Nationalbank gegründet, deren Direktor er bis 1870 war. 1875 machte er einen Vorschlag zur Gründung einer Nationalen Eisenbahngesellschaft, die die verschiedenen Eisenbahngesellschaften vereinen sollte. Auf der Grundlage seines Vorschlags wurde diese Gesellschaft 1884–1885 realisiert. Er interessierte sich für das Kongobecken und war Mitglied einer Studienkommission für den Oberkongo.
Bischoffsheim gründete mit anderen 1864 die Ligue de l'Enseignement und die Association pour l'enseignement professionnel féminin zur Förderung der Frauenbildung. Dank seiner Unterstützung konnten in Brüssel die Berufsschulen für Frauen Institut Bischoffsheim (1867), École professionnelle Funck (1873) und École ménagère Auguste Couvreur (1878) gegründet werden. Er unterstützte vielfältige Wohltätigkeitsaktionen und die Philanthropische Vereinigung von Brüssel. Er war 1870–1883 Direktor der Université libre de Bruxelles, zu deren Gründern er 1834 gehört hatte. Er gab Stipendien und stiftete 1874 einen Lehrstuhl für Arabisch. Er war Mitglied einer Freimaurerloge. Er war Mitglied des Zentralkomitees der Alliance Israélite Universelle und unterstützte die jüdische Gemeinde in Brüssel. Er trug wesentlich zum Bau der Synagoge in der Regentschapsstraat in Brüssel bei.